# Six Feet Under

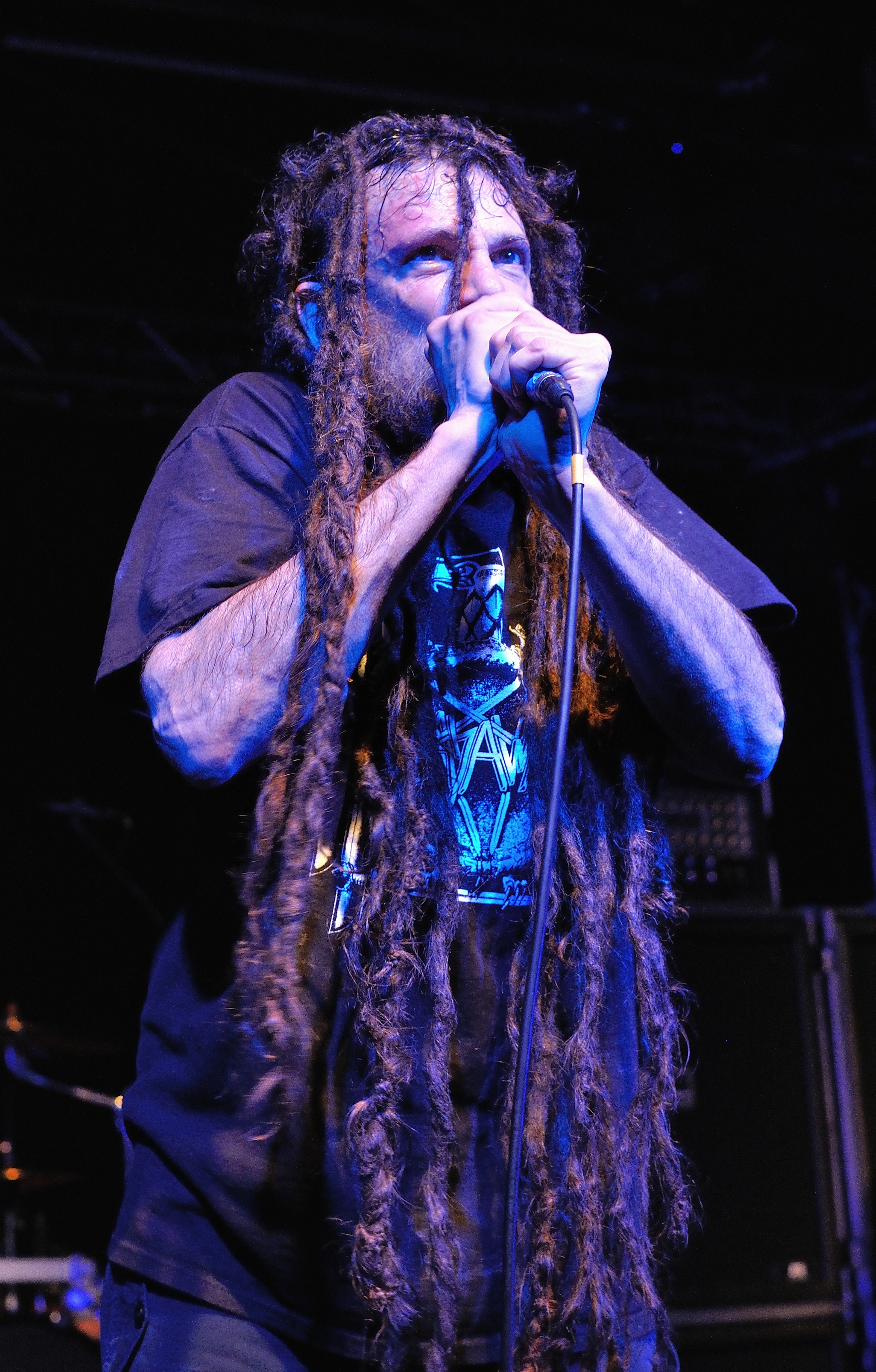
Chris Barnes, 2015

Six Feet Under este o formație de death metal din SUA , înființată în anul 1993.

## Componență

### Membri actuali
- Chris Barnes  - Voce (1995–prezent)
- Steve Swanson - Chitară (1998–prezent)
- Terry Butler - Bas (1995–prezent)
- Greg Gall  - Baterie (1995–present)

### Foști membri
- Allen West - Chitară (1995–1998)

## Discografie

### Albume de studio
- Haunted  (1995)
- Warpath  (1997)
- Maximum Violence  (1999)
- True Carnage   (2001)
- Bringer of Blood  (2003)
- 13   (2005)
- Commandment (2007)
- Death Rituals  (2008)
- Undead (2012)
- Unborn (2013)
- Crypt of the Devil (2015)
- Torment (2017)

## Legături  externe
- Six Feet Under's official website Arhivat în 26 octombrie 2004, la Wayback Machine.
- Six Feet Under's official MySpace page